# 泰特德朗山
47°3′15″N 6°51′12″E / 47.05417°N 6.85333°E

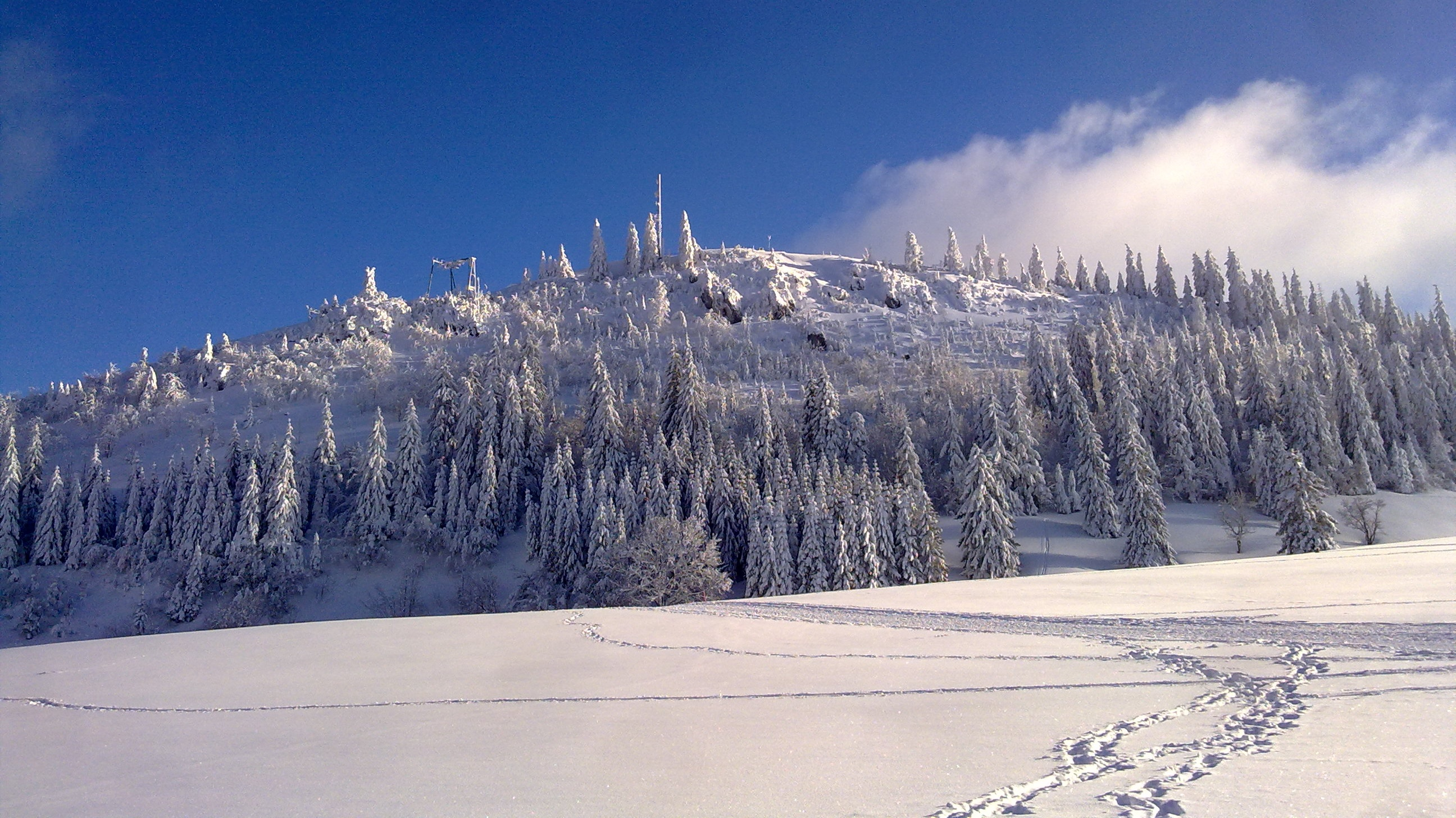

泰特德朗山（Tête de Ran），是瑞士的山峰，位於該國西部，由納沙泰爾州負責管轄，屬於汝拉山的一部分，海拔高度1,422米，每年平均降雨量1,678毫米。